# (1112) Polonia
(1112) Polonia ist ein Asteroid des Hauptgürtels, der am 15. August 1928 von der russischen Astronomin Pelageja Fjodorowna Schain am Krim-Observatorium in Simejis entdeckt wurde.
Der Name des Asteroiden ist nach der lateinischen Bezeichnung für Polen benannt.